# Prostaglandina-endoperossido sintasi
La prostaglandina-endoperossido sintasi (o ciclossigenasi, COX), è un enzima appartenente alla classe delle ossidoreduttasi,  che catalizza la conversione di acido arachidonico (un acido grasso polinsaturo a 20 atomi di carbonio) in endoperossido prostaglandinico.
La reazione catalizzata è la seguente:
arachidonato + AH2 + 2 O2 ⇄ prostaglandinaH2 + A + H2O

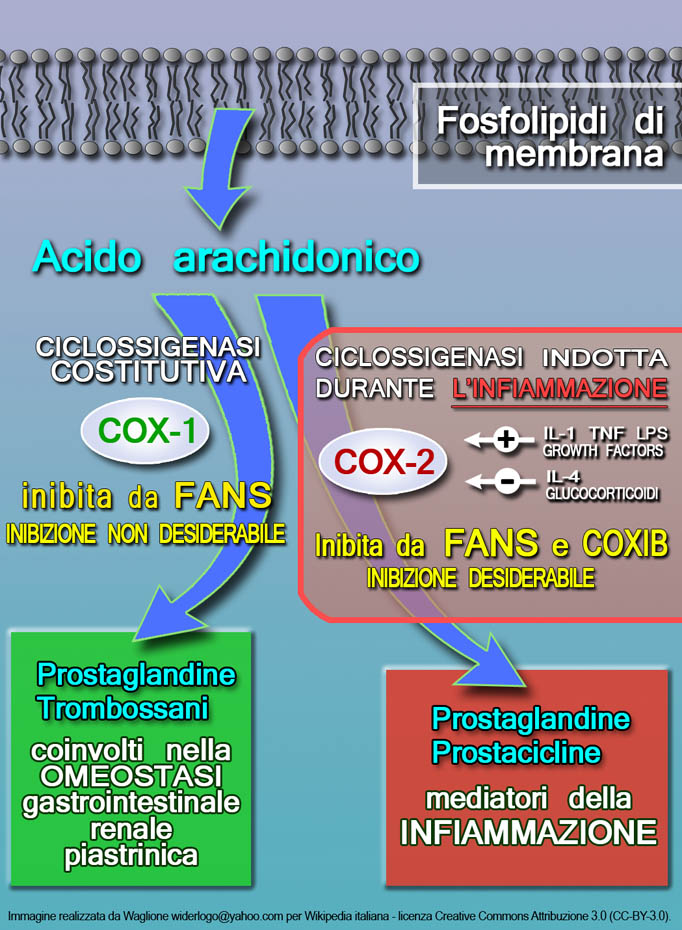

Della COX esistono tre isoenzimi distinti ma correlati:
- La COX-1 (o PGH sintasi-1) è espressa costitutivamente su molti tessuti (cervello, stomaco, endoteli, dotti renali, piastrine), nei quali è considerabile molecola housekeeper (un esempio sia la funzione di citoprotezione gastrica); la sua presenza può aumentare fino a 2-4 volte in seguito a stimolazioni umorali.
- La COX-2 (o PGH sintasi-2) è costitutiva nel cervello, nel testicolo, nella prostata, nel rene e nell’endotelio ma in tutti gli altri tipi cellulari è inducibile: la sua espressione nelle cellule immunitarie e dell'infiammazione aumenta da 10 a 18 volte in seguito alla stimolazione da parte di fattori di crescita, promotori tumorali, citochine, sostanze batteriche (l'endotossina lipopolisaccaridica dei gram-negativi è particolarmente potente) e trombina (o fattore IIa della coagulazione).
- La COX-3 si trova costitutivamente nel sistema nervoso centrale ed è coinvolta nella genesi della febbre e del dolore. La sua esistenza fu ipotizzata poiché il modello COX-1/COX-2 non riusciva a spiegare le grandi capacità antipiretiche e analgesiche del paracetamolo, a fronte di uno scarso potere antinfiammatorio. Questo FANS, infatti, è un debole inibitore di COX-1 e COX-2 ma ha una marcata selettività nei confronti della COX-3.

Gli isoenzimi COX possiedono un'attività cicloossigenasica, responsabile della captazione di due molecole di ossigeno con la ciclizzazione della catena idrocarburica dell'acido arachidonico, ed un'attività perossidasica, che catalizza la riduzione del gruppo idroperossido legato al carbonio 15 in gruppo idrossido, essenziale per l'attività biologica.
Le cicloossigenasi sono responsabili della sintesi delle prostaglandine, autacoidi endogeni deputati alla regolazione di numerosi fenomeni biologici, tra i quali i più importanti spiccano l'infiammazione, la sensibilità dolorifica, la febbre, le secrezioni degli organi digerenti, la filtrazione dei liquidi a livello renale, la riproduzione e la coagulazione del sangue.

## Farmacologia

### FANS
Da diversi decenni la cicloossigenasi-1 (COX-1) è bersaglio farmacologico dei cosiddetti farmaci antiflogistici non steroidei (FANS), che sono comunemente impiegati nel trattamento di problemi reumatologici come la lombosciatalgia, l'osteoartrosi e l'artrite reumatoide. Alcuni di essi trovano impiego anche nella sedazione del dolore post-chirurgico.
I più conosciuti sono:
- ibuprofene (nome commerciale Nurofen, Moment),
- ketorolac (n.c. Toradol),
- diclofenac (n.c. Voltaren),
- nimesulide (n.c. Mesulid o Aulin),
- ketoprofene (n.c. Oki),
- piroxicam (n.c. Brexin).

Rispetto ad essi, che possono essere considerati inibitori non selettivi delle COX, l'aspirina è più selettiva verso l'isoforma 1.

### Coxib
Una classe farmacologica di più recente introduzione è quella degli inibitori selettivi della COX 2 o coxib. Questi sono attivamente impiegati nel controllo del dolore di gravi artropatie, come l'osteoartrosi deformante e la spondilite anchilosante, ma sotto stretto controllo medico e come seconda scelta.
Alcuni di questi, come il rofecoxib (n.c. Vioxx), sono stati ritirati dal commercio a causa di seri effetti avversi cardiovascolari ed epatici.

### Paracetamolo
Secondo alcuni autori (Graham GG, Scott KF 2005), in condizioni fisiologiche e a dosi terapeutiche di paracetamolo, la sua debole azione inibitoria sulla COX-1 – che catalizza la biosintesi predominante a bassa velocità – diventa significativa e produce gli effetti di blanda riduzione dell'infiammazione osservati in vivo.
Secondo altri, potrebbe essere il COX-3 il bersaglio preferenziale del paracetamolo e di altri antipiretici.